# Seemühle (Weissach im Tal)

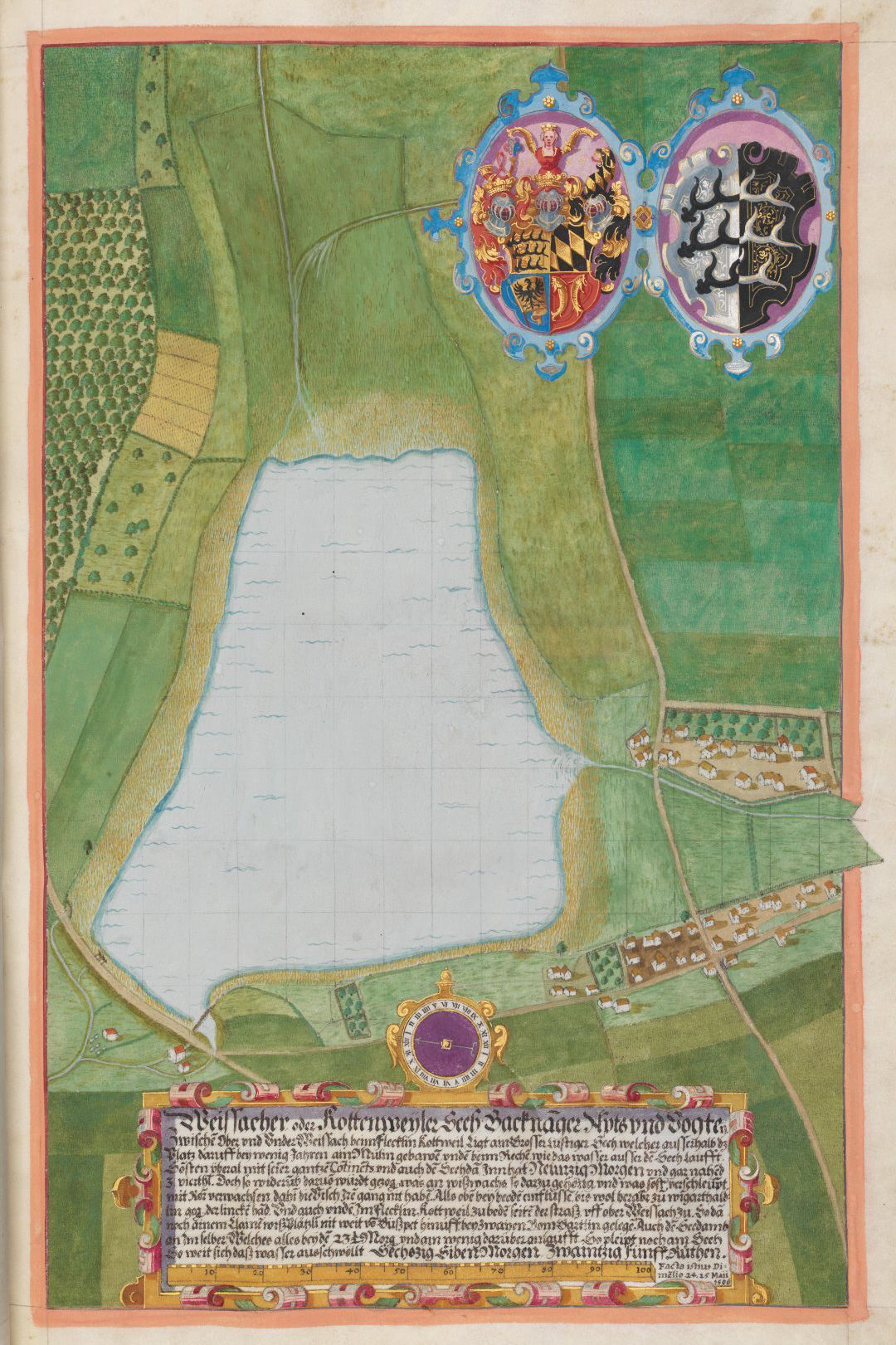
Weissacher oder Kottenweyler Seeh (Ansicht von Jacob Ramminger, um 1600)

Die Seemühle (früher auch Obere Mühle genannt) ist ein zu Unterweissach gehörender Weiler der Gemeinde Weissach im Tal im baden-württembergischen Rems-Murr-Kreis.

## Geographie
Die Seemühle befindet sich zwischen Unterweissach und Cottenweiler an der Kreisstraße K1841. Östlich der Seemühle liegen der Aichholzhof und das Viehhaus.

## Geschichte
Ihren Namen verdankt die Seemühle einem heute nicht mehr existierenden See, der Anfang des 13. Jahrhunderts angelegt worden war. Markgraf Hermann V. von Baden hatte ihn zur Karpfenzucht an der Stelle, „wo einst die reichsten Wiesen blühten“, angelegt. Der See befand sich zwischen Unterweissach, Cottenweiler und Oberweissach und hatte eine beträchtliche Ausdehnung. Dazu ließ Hermann einen Damm aufschütten und die Weißach stauen. Die umliegenden Wiesen wurden überflutet. Dies führte zum Konflikt mit den Augustiner-Chorherren, die das Gebiet ebenfalls für sich beanspruchten. Markgraf Hermann V. einigte sich schließlich im Jahre 1231 mit den Chorherren dahingehend, dass er den Mönchen als Entschädigung für den Rechtsverlust an dem Gebiet das Patronat über die Kirche in Lendsiedel und das Eigentum an einer Mühle bei Reichenberg übertrug. Das von Hermann geschaffene Gewässer wurde Weissacher oder Kottenwyler See genannt. Markgraf Hermann starb 1243. Wahrscheinlich hatte schon Hermann den Bau einer Mühle geplant, doch konnte er dies wegen des Konflikts mit den Chorherren nicht realisieren. Nach seinem Tode wurde das Projekt von den Chorherren wiederaufgenommen. Die Mühle wurde 1243 fertiggestellt. Erstmals urkundlich erwähnt wird die Mühle in einer Urkunde von Papst Innozenz IV. aus dem Jahre 1245. Mit dieser Urkunde stellte der Papst das Augustiner-Chorherrenstift in Backnang unter seinen Schutz und bestätigte dessen Besitztümer, Rechte und Privilegien in zahlreichen Orten, darunter auch in Wissach inferius et superius cum molendino (Unterweissach und Oberweissach mit der Mühle). Die Seemühle blieb jedoch nicht lange im Besitz des Backnanger Stifts. 1304 fiel sie als Bestandteil der Burg Reichenberg an die Grafen von Württemberg. Mit der Reformation büßte die Fischzucht viel von ihrer einstigen Wichtigkeit ein. 1624 war der See noch über 90 Morgen groß. Im Dreißigjährigen Krieg wurde das Weissacher Tal verheert und verwüstet. Am 16. November 1634 wurde Hans Schal, Bodenknecht des Seemüllers, von Soldaten in mörderischer Weise erstochen. Der See ist wegen des kriegsbedingten Mangels an Arbeitskräften immer mehr verlandet. Die Reste wurden in den 60er Jahren des 17. Jahrhunderts auf Befehl des Herzogs von Württemberg trockengelegt und in Wiesen umgewandelt. Auf Andreas Kiesers Ansicht ist die Seemühle schon ohne See dargestellt.
Im Jahre 1743 wurde die Seemühle unter Amtmann Theodor Friedrich Engel und dem Unterweissacher Schultheißen Georg Christoph Küentzlen von Grund auf neu erbaut.
Ein eingemauerter Gedenkstein trägt folgende Inschrift: In Gottes Nahmen An(n)o 1743. (Ist) diese Mühl vom Grund auff wider Neu erbaut worden. Der Zeit ware(n) (Amtm)an Herr Theodorus Friderich Engel. (Mü)hlmeister Georg Christoph Küentzlen Schult(heiß).
Der Gedenkstein ist an seiner linken Seite beschädigt.
Mit der Gemeindereform von 1971 kam die Seemühle zur neuen Gemeinde Weissach im Tal. Im Gegensatz zu der Benzenmühle ist die Seemühle noch heute in Betrieb.

### Einwohnerentwicklung
- 1871: 11 Einwohner[3]
- 1881: 10 Einwohner[4]
- 1886: 11 Einwohner[5]
- 1896: 11 Einwohner[6]

## Sehenswürdigkeiten
- Alter Mahlstein vor dem Hauptgebäude[2].
- Eingemauerter Gedenkstein anlässlich des Wiederaufbaus der Mühle im Jahre 1743.[2]